# Kabinett Nehru IV

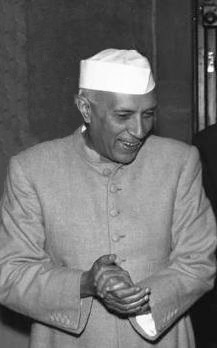
Premierminister Jawaharlal Nehru (1959)

Das Kabinett Nehru IV wurde in Indien am 2. April 1962 durch Premierminister Jawaharlal Nehru gebildet. Es löste das Kabinett Nehru III ab und blieb bis zum 9. Juni 1964 im Amt, woraufhin es durch das Kabinett Shastri abgelöst wurde. Nachdem Premierminister Nehru am 27. Mai 1964 im Amt verstorben war, führte Innenminister Gulzarilal Nanda die Amtsgeschäfte kommissarisch bis zum 9. Juni 1964 weiter.

## Minister
Dem Kabinett gehörten folgende Minister an:
| Amt                                                                             | Name                                                               | Partei | Beginn der Amtszeit                              | Ende der Amtszeit                               |
| ------------------------------------------------------------------------------- | ------------------------------------------------------------------ | ------ | ------------------------------------------------ | ----------------------------------------------- |
| Premierminister                                                                 | Jawaharlal Nehru Gulzarilal Nanda                                  | INC    | 2. April 1962 27. Mai 1964                       | 27. Mai 1964 9. Juni 1964                       |
| Außenminister                                                                   | Jawaharlal Nehru Gulzarilal Nanda                                  | INC    | 2. April 1962 27. Mai 1964                       | 27. Mai 1964 9. Juni 1964                       |
| Verteidigungsminister                                                           | V. K. Krishna Menon Jawaharlal Nehru Yeshwantrao Balwantrao Chavan | INC    | 2. April 1962 31. Oktober 1962 14. November 1962 | 31. Oktober 1962 14. November 1962 9. Juni 1964 |
| Finanzminister                                                                  | Morarji Desai T. T. Krishnamachari                                 | INC    | 2. April 1962 29. August 1963                    | 29. August 1963 9. Juni 1964                    |
| Innenminister                                                                   | Lal Bahadur Shastri Gulzarilal Nanda                               | INC    | 2. April 1962 29. August 1963                    | 29. August 1963 9. Juni 1964                    |
| Planungsminister                                                                | Bali Ram Bhagat                                                    | INC    | September 1963                                   | 9. Juni 1964                                    |
| Minister für Gemeindeentwicklung, Zusammenarbeit und dörfliche Selbstverwaltung | S. K. Dey                                                          | INC    | 2. April 1962                                    | 9. Juni 1964                                    |
| Minister für wissenschaftliche Forschung und Kultur                             | Humayun Kabir                                                      | INC    | 2. April 1962                                    | 1963                                            |
| Minister für Erdöl und Chemikalien                                              | Keshav Dev Humayun Kabir                                           | INC    | 2. April 1962 1963                               | 1963 9. Juni 1964                               |
| Minister für Transport und Kommunikation                                        | Jagjivan Ram Raj Bahadur                                           | INC    | 2. April 1962 29. August 1963                    | 29. August 1963 9. Juni 1964                    |
| Industrieminister                                                               | Nityanand Kanungo                                                  | INC    | 2. April 1962                                    | 9. Juni 1964                                    |
| Minister für öffentliche Arbeiten, Wohnungsbau und Versorgung                   | Mehr Chand Khanna                                                  | INC    | 2. April 1962                                    | 9. Juni 1964                                    |
| Minister für Wirtschaft und Verteidigungskoordination                           | T. T. Krishnamachari                                               | INC    | 2. April 1962                                    | 29. August 1963                                 |
| Minister für Arbeit und Beschäftigung                                           | Gulzarilal Nanda                                                   | INC    | 2. April 1962                                    | 29. August 1963                                 |
| Gesundheitsministerin                                                           | Sushila Nayar                                                      | INC    | 2. April 1962                                    | 9. Juni 1964                                    |
| Minister für Information und Rundfunk                                           | Bezawada Gopala Reddy Satya Narayan Sinha                          | INC    | 2. April 1962 September 1963                     | September 1963 9. Juni 1964                     |
| Minister für industrielle Entwicklung und internationalen Handel                | Manubhai Shah                                                      | INC    | 2. April 1962                                    | 9. Juni 1964                                    |
| Minister für parlamentarische Angelegenheiten                                   | Satya Narayan Sinha                                                | INC    | 2. April 1962                                    | 9. Juni 1964                                    |
| Minister für Stahl Seit 1963 Minister für Stahl, Bergbau und Schwerindustrie    | C. Subramaniam                                                     | INC    | 2. April 1962                                    | 9. Juni 1964                                    |
| Eisenbahnminister                                                               | Sardar Swaran Singh H. C. Dasappa                                  | INC    | 2. April 1962 21. September 1963                 | 21. September 1963 8. Juni 1964                 |
| Minister für Ernährung und Landwirtschaft                                       | Sardar Swaran Singh                                                | INC    | 1964                                             | 9. Juni 1964                                    |
| Minister ohne Geschäftsbereich                                                  | Lal Bahadur Shastri                                                | INC    | Januar 1964                                      | 9. Juni 1964                                    |
| Attorney General                                                                | C. K. Daphtary                                                     | INC    | 1963                                             | 9. Juni 1964                                    |
| Solicitor General                                                               | C. K. Daphtary                                                     | INC    | 2. April 1962                                    | 1963                                            |

## Staatsminister, Vize-Minister und Parlamentarische Staatssekretäre
Der Regierung gehörten ferner folgende Staatsminister, Vize-Minister und Parlamentarische Staatssekretäre an:
| Amt                                                                                  | Name                        | Partei | Beginn der Amtszeit | Ende der Amtszeit |
| ------------------------------------------------------------------------------------ | --------------------------- | ------ | ------------------- | ----------------- |
| Staatsminister im Verteidigungsministerium                                           | K. Raghuramaiah             | INC    | 2. April 1962       | 14. November 1962 |
| Staatsminister für Verteidigungsproduktion                                           | K. Raghuramaiah             | INC    | 14. November 1962   | 9. Juni 1964      |
| Staatsminister im Justizministerium                                                  | Ashoke Kumar Sen            | INC    | 2. April 1962       | 9. Juni 1963      |
| Staatsminister für Post und Telegrafie                                               | Ashoke Kumar Sen            | INC    | 1. September 1963   | 13. Mai 1964      |
| Staatsminister für Bewässerung und Energie                                           | O. V. Alagesan              | INC    | 2. April 1962       | 1963              |
| Staatsminister für Bergbau und Treibstoffe                                           | O. V. Alagesan              | INC    | 1963                | 1963              |
| Staatsminister im Ministerium für Erdöl und Chemikalien                              | O. V. Alagesan              | INC    | 1963                | 9. Juni 1964      |
| Staatsminister für Wohlfahrt und Wohnungsbau                                         | Dumar Lal Baitha            | INC    | 1963                | 9. Juni 1964      |
| Staatsminister im Innenministerium                                                   | R. M. Hajarnavis            | INC    | 23. Februar 1963    | 9. März 1964      |
| Staatsminister im Ministerium für Versorgung                                         | R. M. Hajarnavis            | INC    | 9. März 1964        | 9. Juni 1964      |
| Staatsminister für Schifffahrt im Ministerium für Transport und Kommunikation        | Raj Bahadur                 | INC    | 2. April 1962       | 29. August 1963   |
| Staatsminister für Ernährung im Ministerium für Ernährung und Landwirtschaft         | Ram Subhag Singh            | INC    | 8. Mai 1962         | 9. Juni 1964      |
| Vize-Außenminister                                                                   | Dinesh Singh                | INC    | 2. April 1962       | 9. Juni 1964      |
| Vize-Verteidigungsminister                                                           | D. R. Chavan                | INC    | 2. April 1962       | 9. Juni 1964      |
| Vize-Finanzminister                                                                  | Bali Ram Bhagat             | INC    | 2. April 1962       | September 1963    |
| Vize-Innenminister                                                                   | Maragatham Chandrasekhar    | INC    | 2. April 1962       | 9. Juni 1964      |
| Vize-Innenminister                                                                   | Jaisukh Lal Hathi           | INC    | 2. April 1962       | 9. Juni 1964      |
| Vize-Justizminister                                                                  | Bibudhendra Mishra          | INC    | 2. April 1962       | 9. Juni 1964      |
| Vize-Minister für Transport und Kommunikation                                        | Bijoy Chandra Bhagavati     | INC    | 2. April 1962       | 9. Juni 1964      |
| Vize-Minister für Transport und Kommunikation                                        | Ahmed Mohiuddin             | INC    | 2. April 1962       | 9. Juni 1964      |
| Vize-Bildungsminister                                                                | Bhakt Darshan               | INC    | November 1963       | 9. Juni 1964      |
| Vize-Bildungsminister                                                                | M. C. Chagla                | INC    | November 1963       | 9. Juni 1964      |
| Vize-Minister für Bergbau und Treibstoffe                                            | R. M. Hajarnavis            | INC    | 2. April 1962       | 23. Februar 1963  |
| Vize-Minister für Arbeit und Beschäftigung                                           | Ratanlal Kishorilal Malviya | INC    | 2. April 1962       | 9. Juni 1964      |
| Vize-Minister für Gemeindeentwicklung, Zusammenarbeit und dörfliche Selbstverwaltung | Shyam Dhar Mishra           | INC    | 2. April 1962       | 9. Juni 1964      |
| Vize-Minister für Gemeindeentwicklung, Zusammenarbeit und dörfliche Selbstverwaltung | B. S. Murthy                | INC    | 2. April 1962       | 9. Juni 1964      |
| Vize-Minister für öffentliche Arbeiten, Wohnungsbau und Versorgung                   | P. S. Naskar                | INC    | 2. April 1962       | 9. Juni 1964      |
| Vize-Planungsminister                                                                | C. R. Pattabhi Raman        | INC    | 2. April 1962       | 9. Juni 1964      |
| Vize-Gesundheitsminister                                                             | D. S. Raju                  | INC    | 2. April 1962       | 9. Juni 1964      |
| Vize-Minister für Wirtschaft und Verteidigungskoordination                           | Jagannath Rao               | INC    | 2. April 1962       | 1963              |
| Vize-Versorgungsminister                                                             | Jagannath Rao               | INC    | 1963                | 9. Juni 1964      |
| Vize-Minister für Stahl und Schwerindustrie                                          | Prakash Chandra Sethi       | INC    | Juni 1962           | 9. Juni 1964      |
| Vize-Minister für Information und Rundfunk                                           | Sham Nath                   | INC    | 2. April 1962       | 9. Juni 1964      |
| Parlamentarischer Staatssekretär im Ministerium für Ernährung und Landwirtschaft     | Annasaheb Shinde            | INC    | 2. April 1962       | 1963              |
| Parlamentarischer Staatssekretär im Ministerium für Bergbau und Treibstoffe          | Dodda Thimmaiah             | INC    | 2. April 1962       | 9. Juni 1964      |